# Доровское (Вологодский район)
Доровское — деревня в Вологодском районе Вологодской области.
Входит в состав Старосельского сельского поселения, с точки зрения административно-территориального деления — в Старосельский сельсовет.
Расстояние по автодороге до районного центра Вологды — 49 км, до центра муниципального образования Стризнево — 8 км.
По данным переписи в 2002 году постоянного населения не было.